# 홍예교

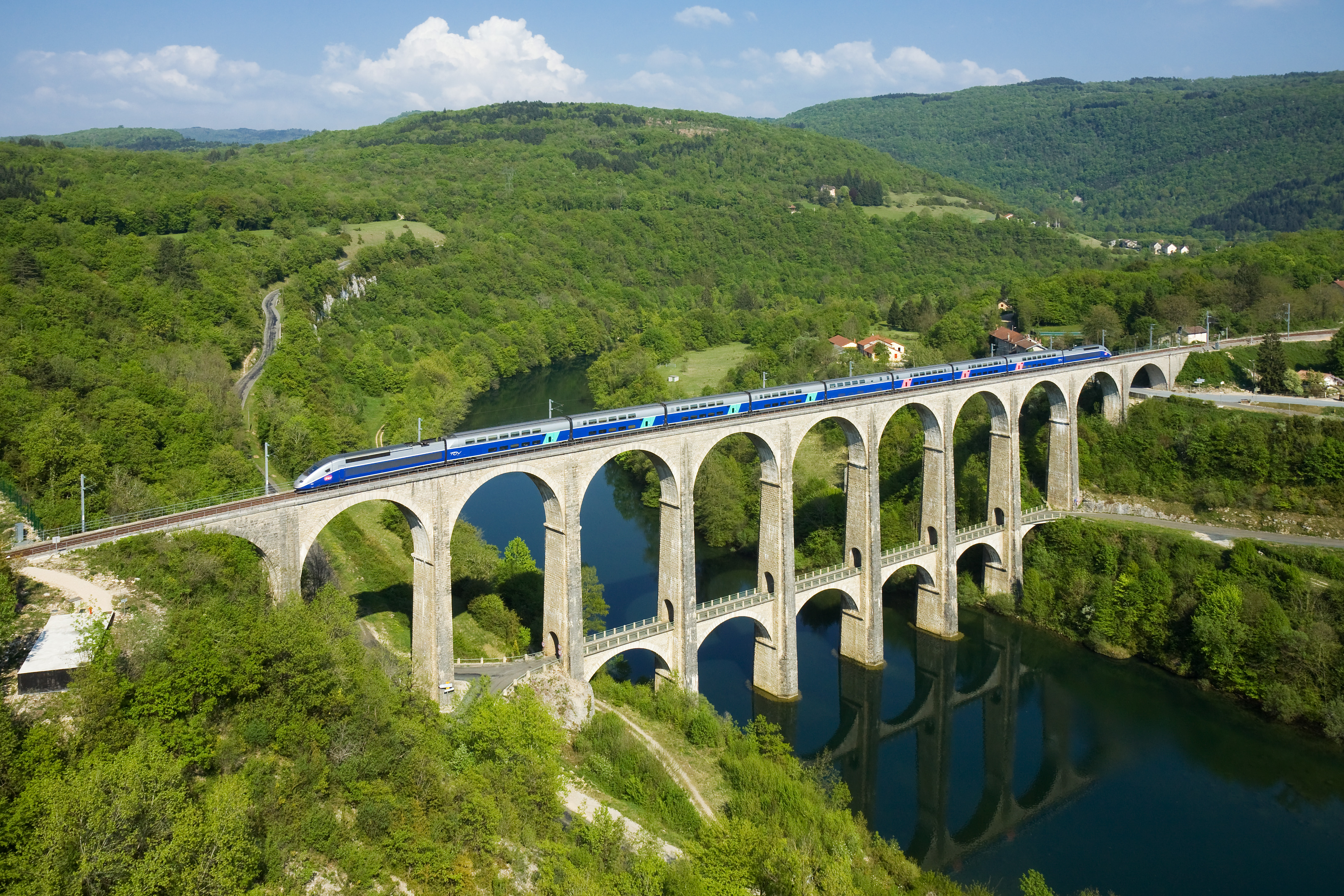

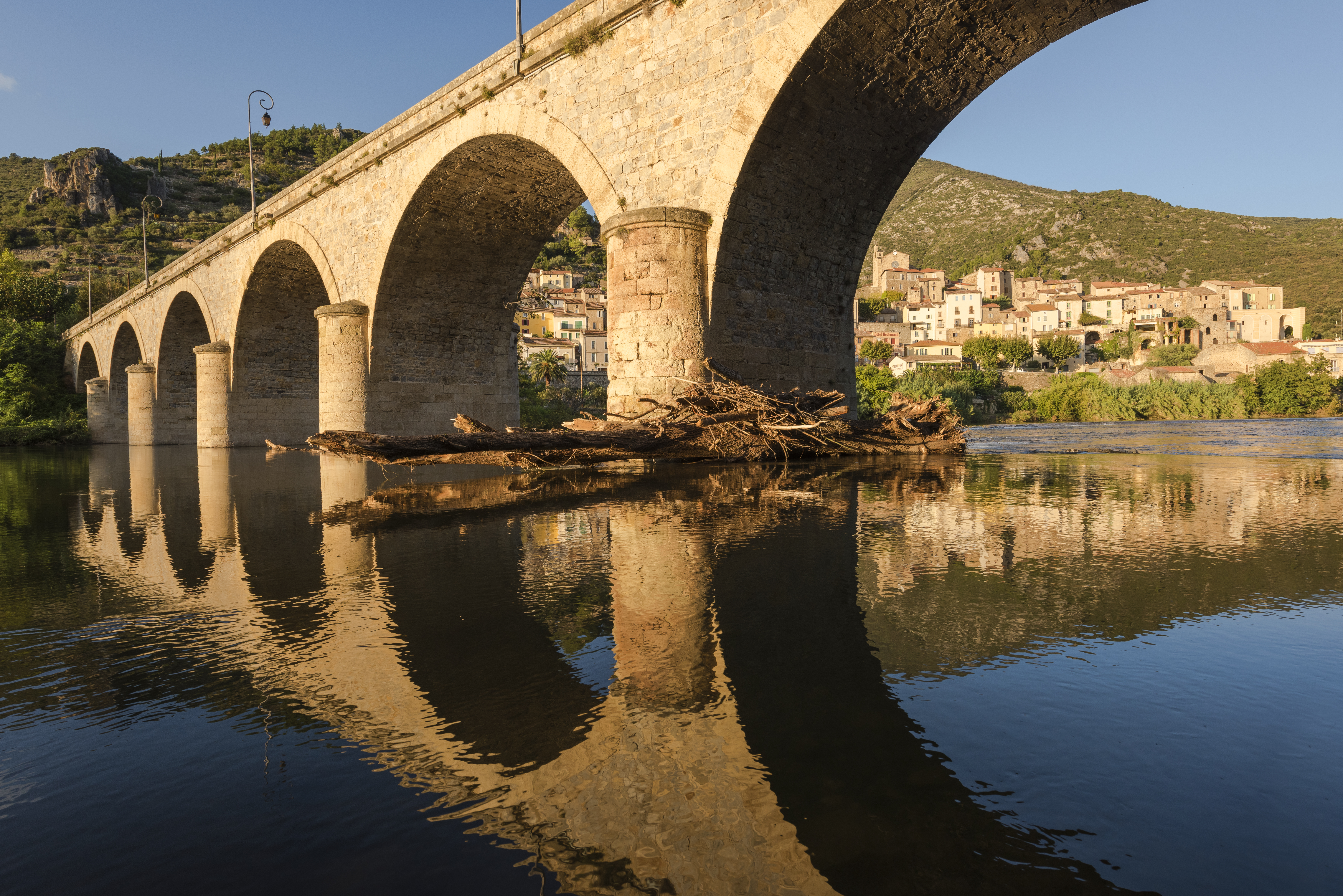

홍예교(虹蜺橋), 아치교(arch bridge) 또는 무지개다리는 교량 밑이 무지개같은 반원형의 형상을 하고 있는 교량을 말한다. 한국에 남아 있는 홍예교로 가장 규모가 큰 다리는 보성 벌교에 있는 홍교로 보물 304호로 지정되어 있으며, 현재에도 주민들이 사용을 하고 있다. 경주 불국사의 청운교와 백운교도 홍예교이다.

## 역사

### 홍예, 가장 원초적인 구조
아치(Arch)는 인류가 존재하기 훨씬 전부터 자연의 일부로 존재해 왔다. 자연스러운 힘의 흐름을 극명하게 보여주는 자연 아치는 사막, 바다, 계곡 등에서 지금도 많이 볼 수 있다. 이러한 자연의 아치들은 무구한 시간동안 우리들에게 아치 구조의 효율성을 보여줘 왔다.
아치구조의 탁월성과 아름다움은 자연속에서, 역사속에서 쉽게 찾을 수 있지만, 그밖에도 우리 의 생활 속에서 조금만 눈을 돌려도 보이는 오히려 너무 가까이 있어서 잘 보이지 않는 바로 옆에아치구조는 흔하게 존재한다.
아치 교량이 보여주는 사실적인 아름다움은 궁극의 미를 추구하는 예술가들에 좋은 작품의 대상이되었다. 특히 빛과 자연의 모습을 주로 그린 사실주의나 인상파에 속하는 화가들에게는 더없이 좋은소재가 되었다.

### 홍예의 오늘
길이 3~4 m밖에 안 되는 정원의 아치교에서500 m가 넘는 세계적인 아치교에 이르기까지 중대지간에서 아치교의 위치는 확고하다. 아치교는1800년대 후반부터 장대화되기 시작하여 2003년에는 아치지간 550 m에 이르는 중국의 노포대교(Lupu Bridge)가 완성되었다.
고궁에서 볼 수 있는 석조 아치교에서 시작된우리나라의 아치교의 역사는 2003년 지간 186 m의 초양대교에서 정점을 맞고 있다.

### 변모하는 홍예교
현대의 아치교는 기존 아치교의 틀에서 벗어난여러 가지의 시도를 하고 있다. 대표적인 예는 구조적인 간결성을 강조한 Unbraced 아치교와 Tubular 단면의 채택이다. 1964년에 가설된 독일 Kaiserlei교는 Tubular 단면을 채택한 Unbraced아치교의 대표적인 형태다. 이 교량은 지간 220m의 장대 아치교임에도 불구하고 φ2.0 m의 강관 Tube로 된 리브를 채택한 획기적인 교량이다. 이와 같은 Tubular Unbraced 아치는 구조적 간결성 이외에도 기존 아치교의 브레이싱으로 제약받던 통과 차량, 또는 철도의 건축한계를 고려하지 않아도 되기 때문에 구조적인 효율성을 증대시킬수 있다.
이외에도 Unbraced 아치교의 예는 많은 곳에서 찾아 볼 수 있다. 이는 Unbraced 아치교의 장점을 반증하는 예이기도 하다. 특히 최근에는 Mono-plane 아치교가 증가하면서 Bracing의 의미를 퇴색시키고 있다.
최근에는 단면력을 많이 받는 고정 앵커부 등에 기존 단순 원형 강관 Tube를 보강한 CFT(Concrete Filled Tube) 단면을 많이 채택하고 있다. 이와 같은 CFT단면은 구조적인 효율성이 높을뿐 아니라 제작, 설치도 용이해서 타 교량의 주형 구조에도 적용되고 있다. 향후 많은 형태로의 변형이 용이한 단면 형태다.
중대 지간의 교량에 적합한 아치구조의 특성을 볼 때, 미래의 아치교는 장대화로 가기 보다는 보다 외적인 면에 치중할 것으로 보인다. 또한 타 형식의 교량과 결합하는 Fusion Arch Bridge가 많이 등장할 것이다. 또한 이전에도 그랬던 것처럼 미래에도 아치구조의 안정함을 이용한 새로운 소재의 적용이 계속되어 신소재의 시험장이 될 것이다.

## 홍예교의 분류
교량의 일반적인 분류 기준은 용도에 따른 구분, 사용재료에 따른 구분, 노면의 위치에 따른 구분, 교량의 평면형상에 따른 구분이 있는 반면 아치교량에만 적용되는 구조적 구분이 있다. 이러한 구조적 분류는 서로 독립적으로 존재하는 것이 아니라 혼용되어 사용되는 것이 일반적이다.

### 리브에 따른 분류
홍예교량은 크게 주 구조인 아치리브(Arch rib)와 통과하중을 1차적으로 부담하는 상판, 즉 보강형(Stiffened girder)과 리브와 보강형 사이의 공간인 스팬드럴(spandrel)으로 구성된다. 이중에서 주 구조체인 아치리브의 보강여부와 단면형식에 따라서 다음과 같이 분류할 수 있다.
① Solid rib arch
② Braced rib arch
③ Spandrel braced rib arch

#### Solid Rib Arch
Solid rib arch는 단일한 부재로 아치 리브를 구성한 것으로 보통 지간 200m 이하에 이용된다. 미관이 우수하므로 다소 비경제적이더라도 이 이상의 지간에 적용되는 예도 있다.
Solid rib arch는 흔히 볼 수 있으며 특히 대부분의 콘크리트 아치에서 적용하고 있다.

#### Braced Rib Arch
아치 지간이 길어지는 경우에 rib는 힘을 많이 분담하게 되고, 따라서 보다 강한 단면을 채택할 수 밖에 없다. 그럴 경우 Solid rib를 적용하면 단면이 중량대비 단면의 효율성이 떨어지게 되므로 보강된(braced) rib 구조를 갖는 것이 유리하다. 관점에 따라 다소 차이는 있겠지만 Braced rib arch는 Solid rib arch에 비해 미관이 떨어진다. 그러나 경제성과 강도가 크기 때문에 지간 200m가 넘는 강아치교에 많이 적용된다. Braced rib arch는 구조적인 효율성이 높기 때문에 세계적인 장대 아치교는 대부분 이런 구조를 채택하고 있다.

#### Spandrel Braced Arch
아치교에서는 일반적으로 전단력이 작기 때문에 braced spandrel은 구조적으로 큰 의미가 없다. 이런 종류의 아치는 지간 100m 이상에서는 거의 이용되지 않는다.
주로 오래된 아치교량에서 볼 수 있으며 석조 아치의 경우에는 Spandrel을 꽉 채운 Solid spandrel 구조를 채택하고 있다.

### 구조계에 따른 분류
아치작용에 의해 발생되는 수평반력을 기초 지반에 직접 전달하는 것과 그 수평력을 보강형에서 부담하는 타이드 아치(Tied arch)로 구분할 수 있다. 또 타이드 아치는 리브와 보강형의 강성, 행어의 배치등에 따라 타이형(Tied girder), 랭거형(Langer girder), 로제형(Lohse girder)와 닐센계(Nielsen system)로 구분이 가능하다.
① 2 hinged arch
② 3 hinged arch
③ Fixed arch
④ Tied arch - Tied girder, Langer girder, Lohse girder, Nielsen system

#### 2-Hinged Arch
2 Hinge arch system은 아치이론에 가장 접근한 형식으로 널리 채용되고 있는 형식이다. 200m 정도까지는 Solid rib arch가 경제적이며 그 이상의 지간에 대해서는 일반적으로 트러스형태의 Braced rib arch가 일반적이다. Stüssi 교수는 SM520을 재료로 사용하는 2 Hinged braced rib arch교의 최대 지간은 570m 정도가 될 것으로 예측했다.
그러나 Solid rib arch임에도 불구하고 2 Hinge 구조로 200m 이상의 아치 지간을 갖는 예는 많이 있으며 대표적인 것으로는 Fremont Bridge(382.8m), Port Mann Bridge(366m) 등이 있다.

#### 3-Hinged Arch
3 Hinge arch system은 가설위치의 지반 조건이 나쁜 경우와 같이, 부정정력에 의해 구조물이 크게 영향을 받을 가능성이 있는 지역에 주로 가설된다. 이러한 구조는 정정을 이룬다는 장점은 있으나 중앙 힌지부의 장기적인 처짐으로 주행성, 유지관리 측면에서 바람직하지 못하다.
3 Hinge 구조는 정정 구조이기 때문에 해석이 용이하며 따라서 구조해석 기술이 그다지 발전하지 못했던 근대시대의 교량에서도 종종 발견된다.

#### Fixed Arch
구조적으로는 가장 경제적이다. 그러나 양단의 고정 모멘트가 크므로 지반이 양호해야 하며 따라서 그 적용범위가 한정된다. Fixed arch는 타형식에 비해서 강성이 크므로 처짐량이 작다.
강아치인 아치지간 289.56m의 Niagara Rainbow bridge의 경우, 2 Hinge구조로 계획하면 처짐에 의한 2차 단면력이 크게 발생되어 Fixed구조로 계획하였다. 특성상 힌지구조를 갖기 어려운 많은 콘크리트 아치교가 Fixed구조를 채택하고 있다.

### 타이드 아치교의  분류
타이드 아치교는 수평력을 보강형이 부담하므로 기초 지반에는 그다지 큰 수평력이 발생 하지 않으며 따라서 지반이 나쁜곳에서도 적용할 수 있다. 하지만 전반적으로 아치리브의 효율성이 떨어진다. 타이드 아치교는 아치리브와 보강형의 강성분담 행어의 배치형상에 따라 타이형, 랭거형, 로제형, 닐센계로 구분된다.

#### 타이형
타이형 아치교는 리브의 강성이 보강형의 강성보다 커서 리브가 축력과 휨모멘트에 대해 주로 저항하며 보강형에는 축력이 주로 발생하는 구조이다. 국내에서는 한강대교가 대표적인 예이다.

#### 랭거형
랭거형 아치교는 보강형의 강성이 리브보다 커서 보강형이 축력과 휨모멘트에 대해 주로 저항하며 리브에는 축력이 발생하는 구조이다.
랭거형은 오스트리아 기술자인 랭거의 이름을 딴 것으로 1926년 이후 본격적으로 적용되기 시작하였으며 보통 랭거형의 적용 지간은 50～100m 정도며, 대표적인 교량으로는 지간 255.102m의 독일 Duisburg-Rheinhausen의 라인교, 지간 229m의 미국 Pittsburd Park bridge다. 우리나라에서는 동작대교가 대표적이다.
랭거교의 라이즈비는 1/7～1/8정도, 보강형 높이는 L/30～L/50정도, 아치 리브의 높이는 L/100～L/200정도가 적당하다고 말하고 있다.

#### 로제형
로제형 아치교는 리브와 보강형의 강성이 엇비슷하여 리브와 보강형이 축력과 휨모멘트에 대해 같이 분담하는 구조이다.
로제형은 19세기말 독일의 Elbe강에 지간 96.35m의 10경간 철도교가 최초다. 로제형은 일반적으로 랭거형과 Solid 리브의 충복 타이 아치의 중간적인 성격을 갖는다.

#### 닐센계

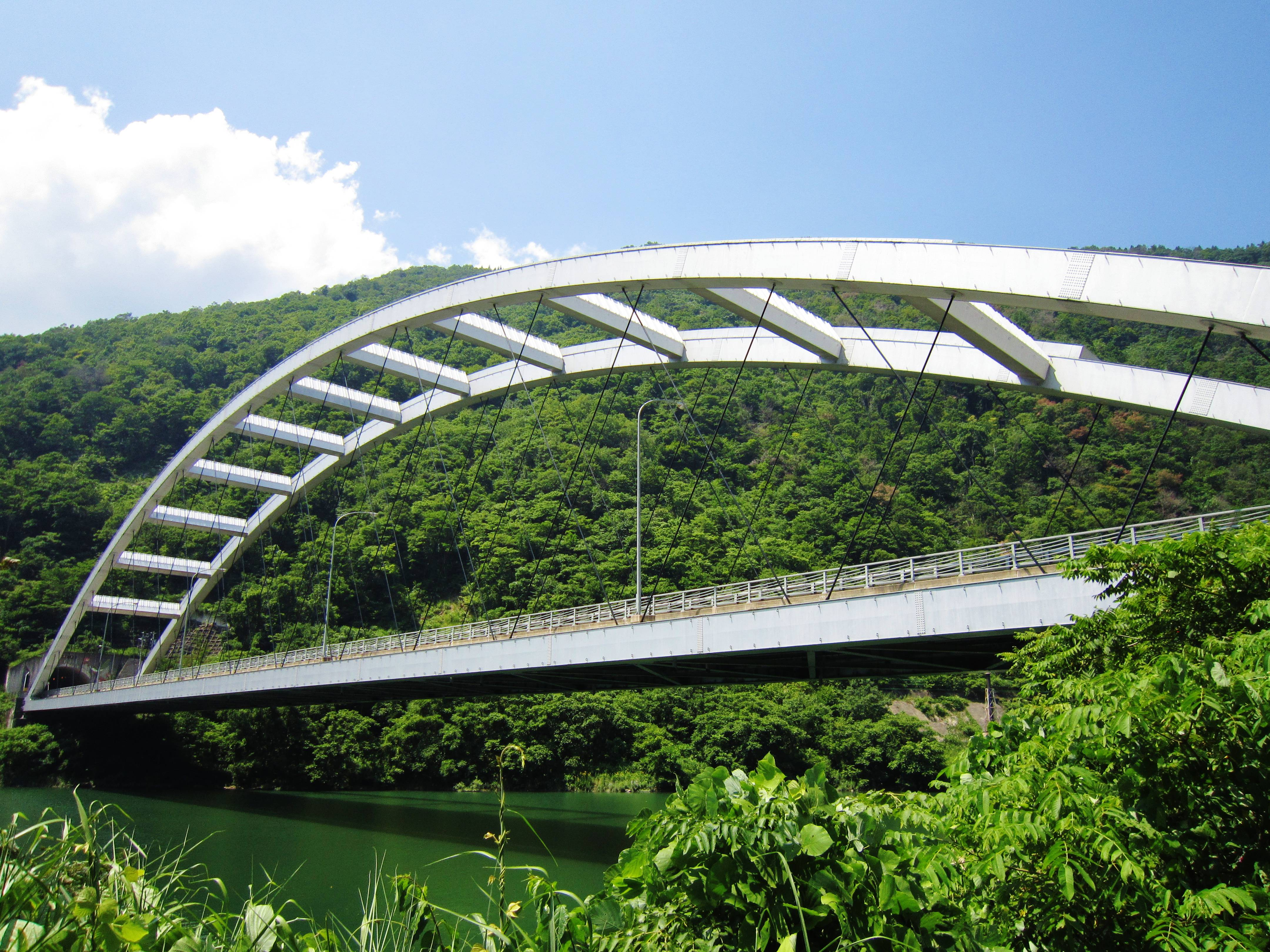
닐센 아치교. 일본 Miyagawa-shin-ohashi교

닐센 아치교는 스웨덴의 O.F Nielsen에 의해 제안되어 1929년 특허권을 얻은 아치교의 일종으로서 타이드 아치, 랭거 아치, 로제 아치등의 아치 복부재를 구성하는 연직 현재를 flexible한 현재(Rod, Cable)로 사용하여 사방향의 와렌 트러스형으로 변경한 교량형식이다.
수직재를 사방향으로 사용하면 트러스교와 마찬가지로 하중분배 기능을 갖게 되어 교량 전체의 강성이 향상되어 일반적인 수직재를 갖는 아치교보다는 장지간의 교량에 적용한다.
로제 아치는 아치리브와 보강형 거더의 휨강성으로 지지되며 타이드 아치와 랭거 아치의 중간적 성질을 갖고 있다.
사재를 이용한 아치계 교량은 상로와 하로가 모두 가능하나 상로의 실적은 거의 없다. 또 종래의 랭거교에서 수직재를 사재로 한, 즉 수직재가 휨강도를 갖는 것을 트러스 랭거형이라고 칭하며 닐센계는 경사재를 Flexible한 Rod나 Cable로 처리한 것을 통칭한다.
닐센계 아치교의 대표적인 교량은 1963년 닐센교로서는 최초로 가설된 지간장 248m의 독일 Fehmarnsund교며 국내에서는 서강대교가 대표적이다.
시공 실적에 의한 닐센아치의 적용 지간은 60～300m 정도이며 지간이 클수록 강중은 작아지는 특성이 있다. 같은 지간, 예를 들어 150m의 지간과 폭 5.5m～6.0m의 갖는 트러스 랭거교와 랭거교의 강중을 비교해 보면 1.00:1.28로 전체 강중의 약 60%를 차지하는 현재의 강중이 28%나 절감되고 있다.
닐센 아치교의 라이즈비는 1/6～1/8정도로 취하는 것이 보통이다. 라이즈를 크게 취하면 수평분력이 감소하고 현재 단면을 작게 할 수 있는데 비해 사재가 길어져 비경제적이 되는 경우가 있다. 또 지간이 큰 교량에서는 바람에 대한 특별한 고려가 필요한데 바람의 영향을 적게 하기 위해서는 라이즈비를 작게 하는 편이 좋다.
닐센교의 패널간 길이는 트러스교의 패널보다 조금 큰 10～15m가 적당하며 큰 지간의 아치교의 경우에는 더 크게 하는 것이 좋아 세계 최장의 닐센교인 Van Brienenoord교(지간 287m),나 Lower Merwedery(지간 202.8m)에서는 패널길이를 각각 약 36m 및 24～29m로 하였다. 또한 이 두 교량은 지간이 상당히 큼에도 불구하고 모두 싱글 와렌 트러스식 사재를 사용하여 Fehmarnsund와 같은 중복 와렌 트러스형식은 아니다.

## 세계의 장대 아치교
기원전부터 시작된 아치교는 철재가 교량의 재료로 사용되기 이전인 1700년대 중반까지 거의 유일한 교량 형식으로서 매우 느린 변화를 보이고 있었다. 그러다가 1779년 아이언교가 철재 교량의 가능성을 보여 준 이후 교량의 역사는 급한 물살을 타기 시작했으며 새로운 교량 형식이 교량 역사의 전면에 부각되기 시작했다. 아치교는 장대교량 역사의 전면에서 한걸음 물러나기는 하였지만 중대지간의 교량 영역에서 계속 변신하였으며 1977년 지간장 518m의 New River Gorge교의 완성으로 중대 지간교량의 대표로서의 위치를 확고히 하였다. 구체적인 항목은 여기에서 확인할 수 있다.

## 국내의 주요 아치교
한국의 교량은 1900년을 기준으로 옛 교량과 현대 교량으로 구분할 수 있다. 우리나라의 옛 교량도 역시 석조 아치교가 주종을 이루고 있으며 조선시대 이전의 대표적인 것으로는 통일신라시대의 청운교와 백운교, 고려시대의 선죽교, 고막천석교 등이 있다. 조선시대에 들어서는 국가간접시설을 담당하는 국가조직인 공조가 도록, 성곽, 교량, 하천 등을 체계적으로 건설하고 관리하였다. 조선시대의 대표적인 교량으로는 영제교(경복궁), 금천교(창덕궁), 수표교, 살곳이다리 등이 있다.
일제 강점기에 들면서 근대적 의미의 교량들이 건설되기 시작하였으며 한강을 횡단하는 대규모 철교인 한강철교가 1900년에 완공되어 한강상 최초의 교량이 되었다. 인도교로는 1936년에는 타이드 아치교인 한강대교와 거더교인 광진교가 개통되었다. 이후 대규모 건설사업이 거의 없다가 1960년대 들어 근대화의 바람을 타고 대규모 국가사업이 시행되면서 교량 건설도 활발해졌다.
한강대교를 시작으로 현대적 아치교의 역사가 시작되었으며 1981년에는 아치지간 160m의 밸런스드 아치교인 부산대교가 완공되었다. 부산대교는 당시로서는 최장의 아치교였으며 순수 국내 기술진에 의해서 설계, 시공되어 국내 토목기술의 발전상을 알리는 계기가 되었다.
1999년에는 지간 150m의 국내 최초의 닐센 아치교인 서강대교가 Barge 인양에 의한 대블럭 공법으로 가설되었고, 2001년에는 신공항 전용 고속도로상에 지간 180m의 국내 최장 아치교인 방화대교가 개통되었다. 방화대교는 Truss braced rib로 설계되었고 측경간을 포함해 총 540m의 아치교다.
| 교량명          | 최대경간 | 완공년도 | 위치          | 도로형식 | 교량형식               |
| --------------- | -------- | -------- | ------------- | -------- | ---------------------- |
| 초양대교        | 198      | 2003     | 사천          | 중로     | 닐센아치교             |
| 백야대교        | 183      | 2005     | 여수-고흥     | 하로     | 닐센아치교             |
| 저도연육교      | 182      | 2004     | 창원          | 하로     | V각 닐센아치교         |
| 방화대교        | 180      | 2000     | 서울시-고양시 | 중로     | 밸런스드 트러스 아치교 |
| 단항대교        | 180      | 1999     | 사천-남해     | 하로     | 로제 아치교            |
| 선유교          | 170      | 2013     | 고군산        | 중로     | 밸런스드 닐센 아치교   |
| 압해대교        | 165      | 2009     | 목포시        | 하로     | 닐센아치교             |
| 고금대교        | 160      | 2007     | 완도군        | 중로     | 밸런스드 아치교        |
| 남도대교        | 160      | 2003     | 구례-하동     | 하로     | 닐센아치교             |
| 부산대교        | 160      | 1980     | 부산          | 중로     | 밸런스드 아치교        |
| 군장대교        | 160      | 2013     | 군산-장항     | 하로     | 닐센아치교             |
| 가조연륙교      | 150      | 2009     | 거제시        | 하로     | 닐센아치교             |
| 소양2교         | 150      | 1995     | 춘천          | 하로     | 로제 아치교            |
| 서강대교        | 150      | 1999     | 서울시        | 하로     | 닐센아치교             |
| 통영대교        | 149      | 1996     | 통영시        | 중로     | 2힌지 트러스 아치교    |
| 한탄대교        | 146      | 2001     | 철원          | 중로     | 2힌지 로제 아치교      |
| 고수대교        | 140      | 1985     | 단양          | 하로     | 트러스 아치교          |
| 청호대교        | 130      | 2002     | 속초          | 하로     | 로제 아치교            |
| 문덕교          | 130      | 1988     | 보성          | 중로     | 랭거 아치교            |
| 모암고가교      | 125      | 2004     | 김천시        | 하로     | 타이드 아치교          |
| 탄금대교        | 125      | 2010     | 충주          | 중로     | 리플 타입 아치교       |
| 보길대교        | 120      | 2008     | 완도군        | 중로     | 밸런스드 아치교        |
| 신호대교        | 120      | 1998     | 부산          | 중로     | 밸런스드 아치교        |
| 광로2-14 통과교 | 120      | 2010     | 인천          | 중로     | 스틸튜브 아치교        |
| 태봉대교        | 120      | 2002     | 철원          | 중로     | 로제 아치교            |
| 부여대교        | 120      | 2008     | 구룡-부여     | 하로     | 랭거 아치교            |
| 가평교          | 120      | 2010     | 가평          | 중로     | 로제 아치교            |
| 낙생고가교      | 110      | 2009     | 판교          | 하로     | 닐센 아치교            |
| 소랑대교        | 102.6    | 2006     | 완도군        | 하로     | 로제 아치교            |
| 유촌1교         | 100      | 2005     | 광주          | 하로     | 로제 아치교            |
| 약산연도교      | 100      | 1999     | 완도군        | 하로     | 로제 아치교            |
| 녹산교          | 100      | 2010     | 부산          | 하로     | 로제 아치교            |
| 무진교          | 100      | 2005     | 광주          | 하로     | 랭거 아치교            |
| 탄천 횡단교     | 100      | 2008     | 서울          | 하로     | 닐센아치교             |
| 신형산교        | 90       | 1979     | 경주-포항     | 하로     | 랭거 아치교            |
| 불티교          | 90       | 2002     | 공주          | 하로     | 랭거 아치교            |
| 조종천1교       | 90       | 2010     | 청평          | 하로     | 로제 아치교            |
| 울산신항교      | 85       | 2004     | 울산          | 하로     | 타이드 아치교          |
| 동작대교        | 80       | 1984     | 서울          | 중로     | 랭거 아치교            |
| 구운천교        | 80       | 2010     | 남양주        | 하로     | 로제 아치교            |
| 발흥교          | 80       | 2009     | 성산          | 하로     | 로제 아치교            |
| 봉암교          | 72       | 1981     | 마산          | 하로     | 랭거 아치교            |
| 황방3교         | 70       | 2008     | 광양          | 하로     | 로제 아치교            |
| 공단교          | 69       | 2008     | 구미          | 하로     | 닐센아치교             |
| 쌍용교          | 65       | 2006     | 천안시        | 하로     | 타이드 아치교          |
| 한강대교        | 63.55    | 1982     | 서울          | 하로     | 타이드 아치교          |
| 한강대교        | 63       | 1982     | 서울          | 중로     | 타이드 아치교          |
| 동대교          | 61       | 1995     | 보령          | 중로     | 로제 아치교            |
| 가천교          | 60       | 1988     | 거창          | 상로     | 콘크리트 아치교        |

## 같이 보기
- 천연교